# 圣维多钟楼

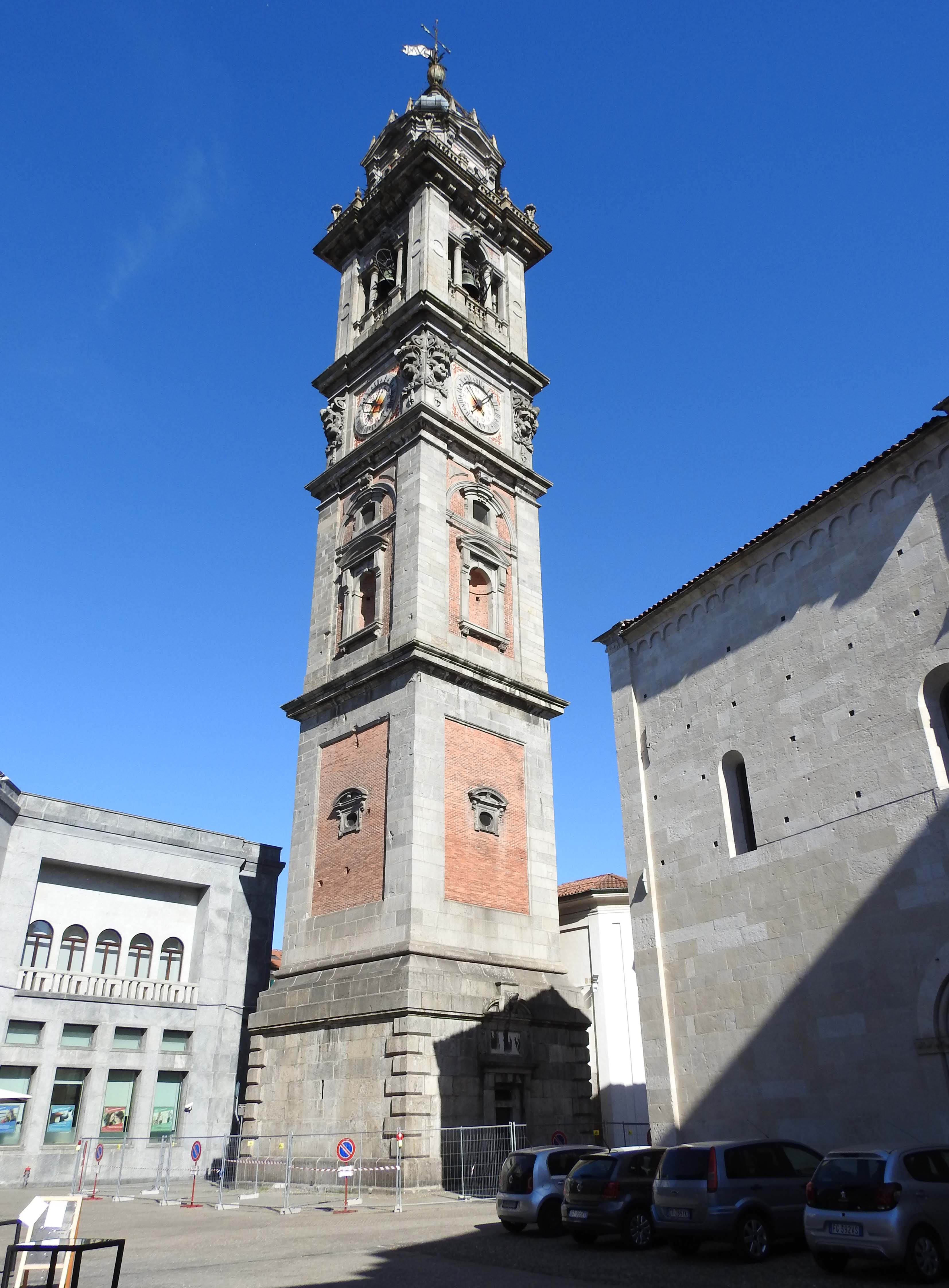

圣维多钟楼（Campanile di San Vittore）是意大利伦巴第大区瓦雷泽城圣维多圣殿的钟楼，于1617年3月5日奠基，1773年完成，高77.91米，是该市最高、最著名的建筑。
建筑师伯纳斯科内是当时瓦雷泽最著名的建筑师，最初采用了当时伦巴第盛行的风格主义样式，后来巴罗菲奥赋予了巴洛克印记，以与当时改变的建筑品味相一致。
1859年5月30日，瓦雷泽战役中，这座塔经受住了陆军元帅卡尔·冯·厄本指挥的皇家奥匈帝国陆军的炮轰。在塔的南侧圣殿的墙上，仍有炮弹留下的痕迹。
20世纪80年代以前，游客可以自由进入钟楼，此后，由于缺乏足够的保护措施，以及对结构故障的担忧，逐渐禁止登塔。20世纪末、21世纪初，由于大气因素和鸟粪的作用，砖石结构日益恶化。2008-2009年，出现开裂、飞檐落砖情况；因此，钟楼周围的区域用围栏隔开，,不过，专家检查后，发现钟楼的结构状况良好 。

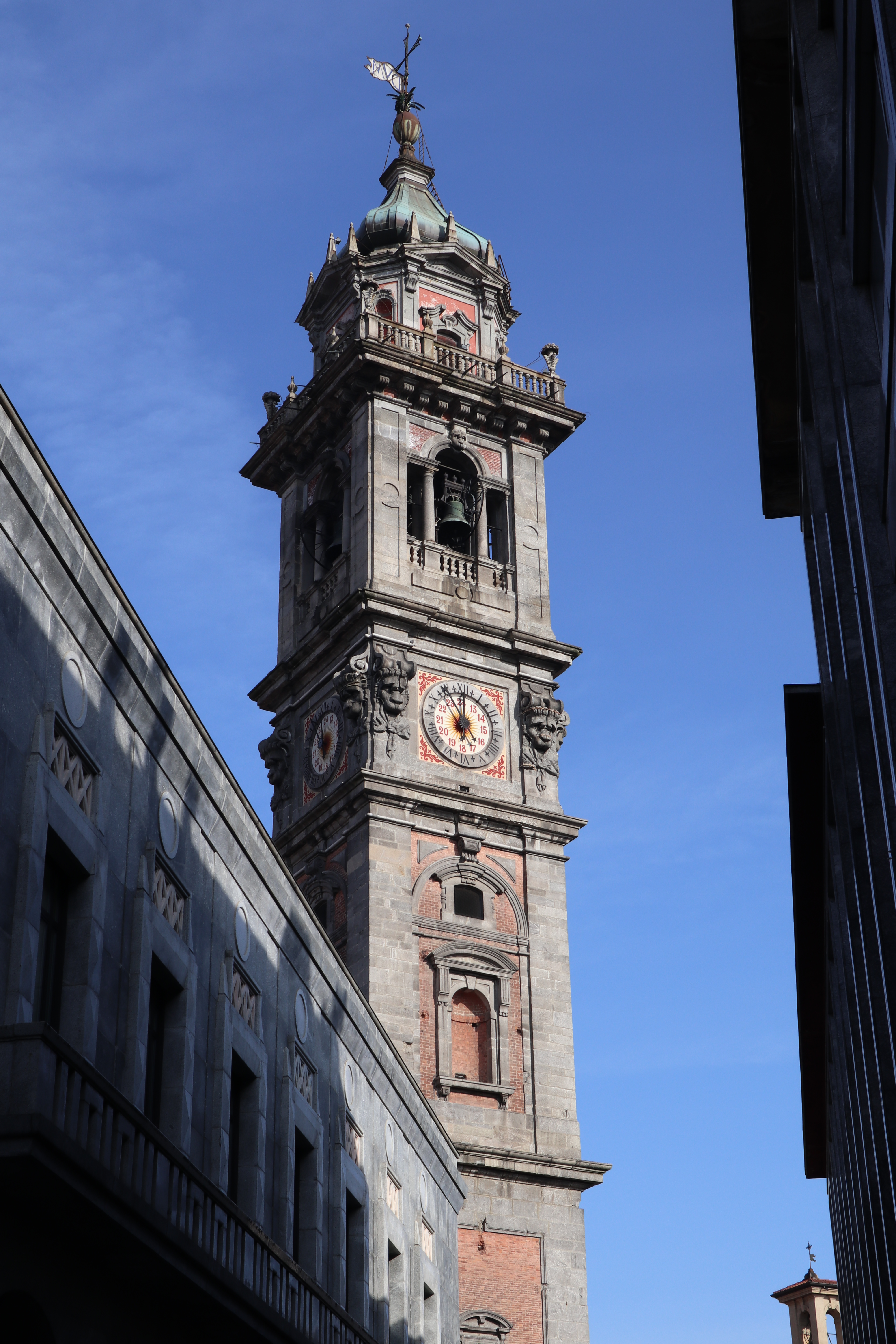
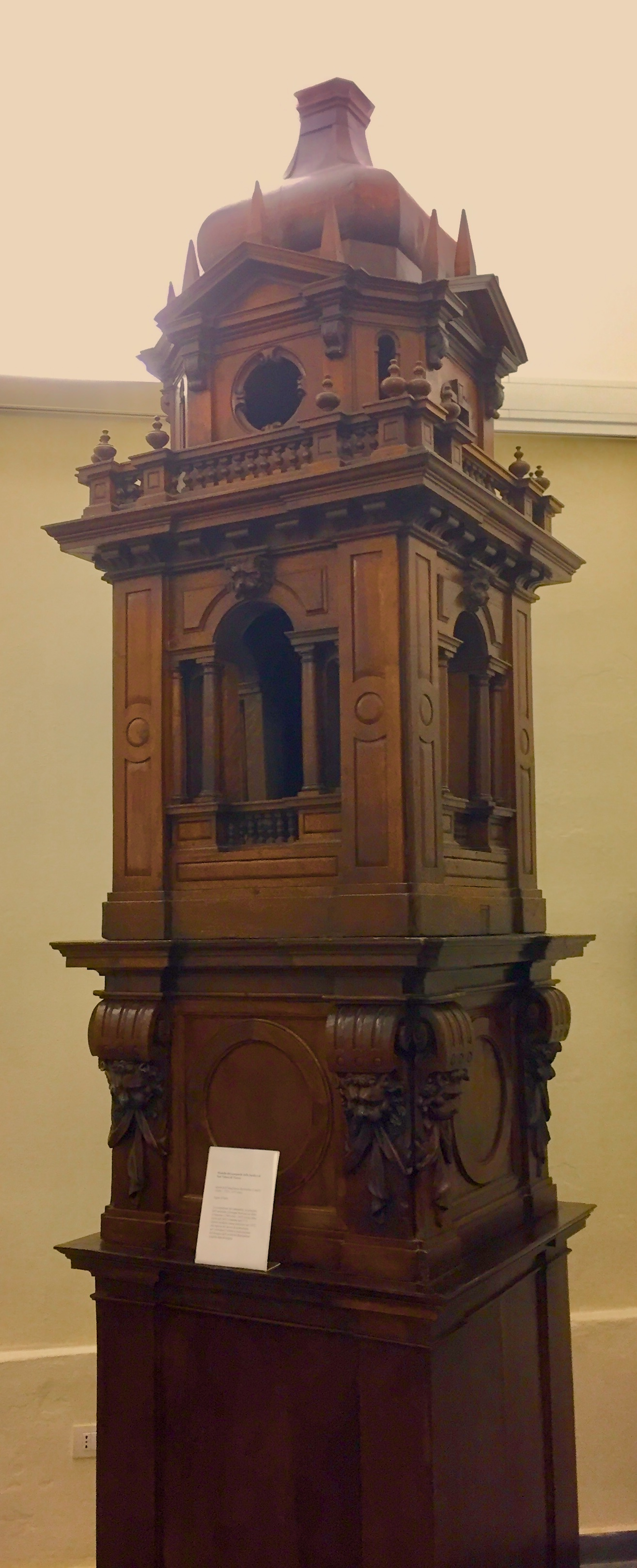
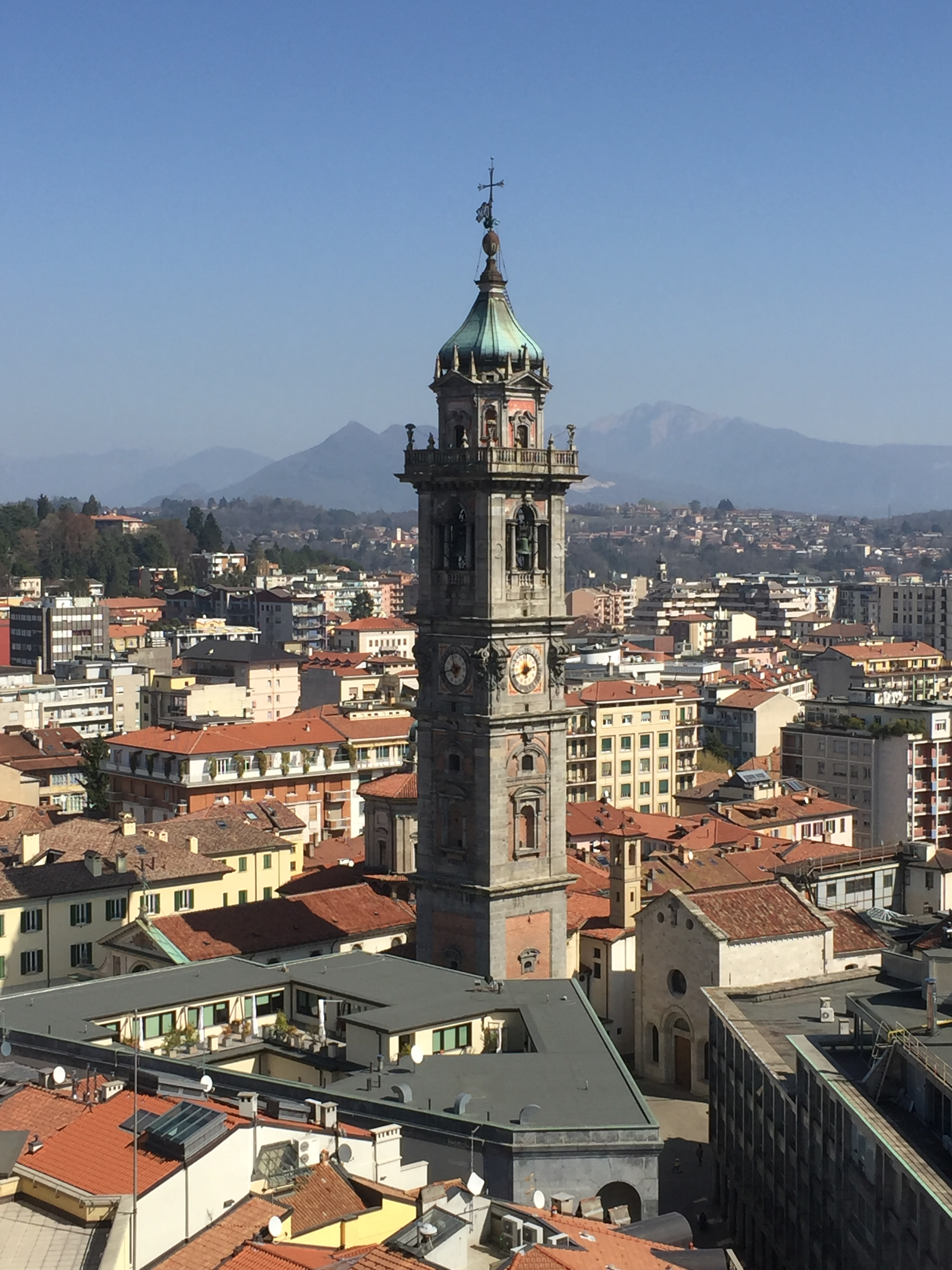
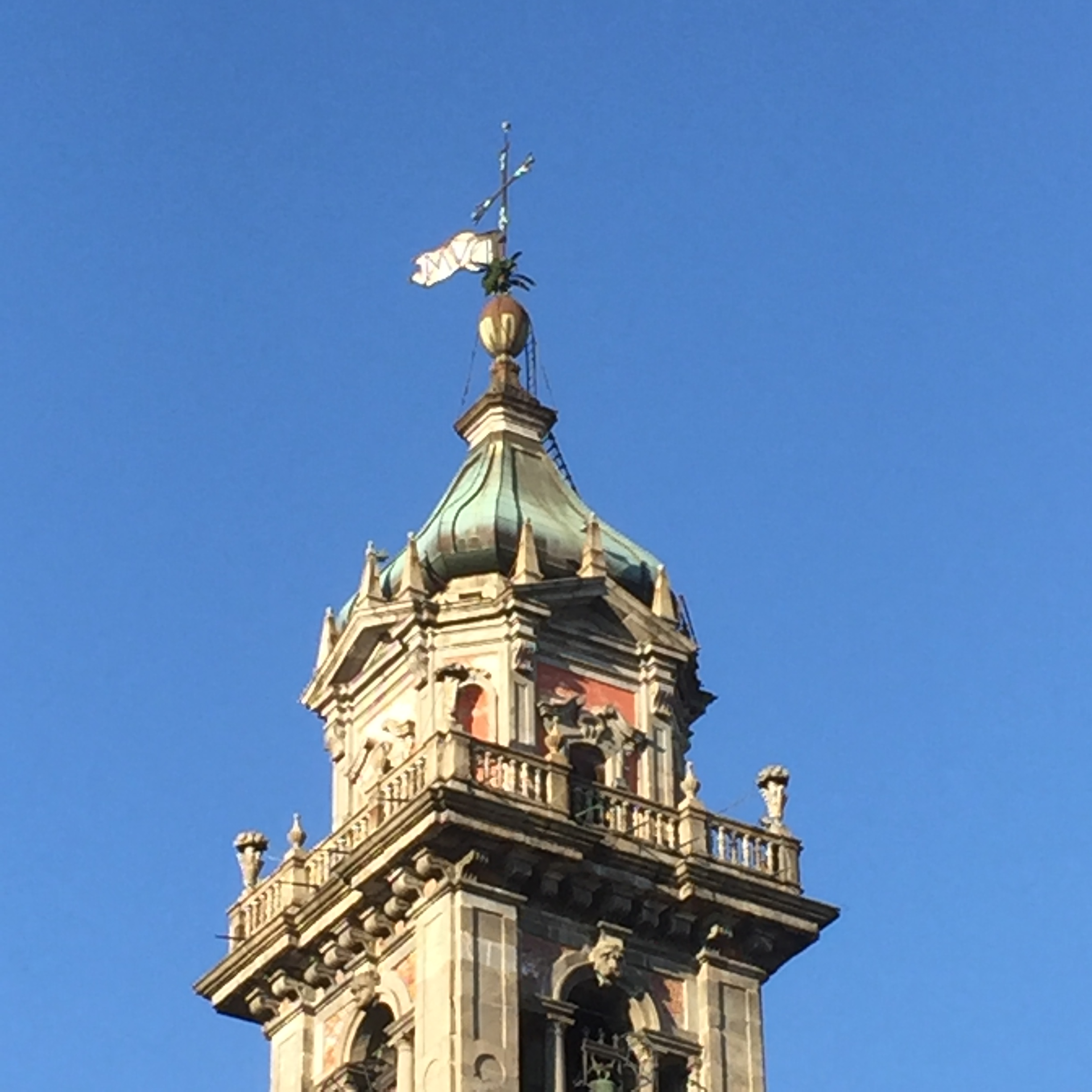